# Arijan Ademi
Arijan Ademi, nome di battesimo Arian Ademi (Sebenico, 29 maggio 1991), è un calciatore croato naturalizzato macedone, appartenente all'etnia albanese della Macedonia del Nord, centrocampista della Dinamo Zagabria e della nazionale macedone.

## Biografia
Nasce in Croazia da genitori albanesi. È cugino di Agim Ibraimi, anch'egli un calciatore della nazionale maggiore della Macedonia del Nord.

## Carriera

### Club
Ha esordito come calciatore professionista nel 2008, con il Šibenik, squadra dove è cresciuto e in cui ha militato per 3 stagioni, collezionando 62 presenze e 2 reti tra campionato e coppa nazionale.
Il 1º luglio 2010 viene acquistato dalla Dinamo Zagabria per 120.000 euro.
L'8 ottobre 2015 emerge che il calciatore è risultato positivo al test antidoping effettuato dopo la partita di Champions League del 16 settembre, vinto dalla sua squadra per 2-1 contro l'Arsenal. Il 20 novembre seguente viene squalificato per quattro anni; il 27 marzo 2017 viene ridotta a due anni, poiché è stata riconosciuta la non intenzionalità dell'assunzione della sostanza dopante, permettendo così ad Ademi di tornare disponibile dal successivo mese di ottobre.

### Nazionale
Nel 2011 viene convocato nella nazionale Under-20 di calcio della Croazia per prendere parte al campionato mondiale Under-20.
Il 6 febbraio 2013 debutta con la nazionale croata nella partita amichevole giocata a Londra contro la Corea del Sud, match poi terminato sullo 0-4 per i croati, subentrando al 71'.
Con la maglia della Croazia gioca altre due partite, sempre amichevoli, prima di decidere a settembre 2014 di rappresentare definitivamente la nazionale della Macedonia, in quanto oriundo albanese della Macedonia del Nord.
Il 9 ottobre 2014 fa il suo debutto con la Macedonia a Skopje nella partita valida per le qualificazioni ad Euro 2016 contro il Lussemburgo, partita vinta dai macedoni per 3-2.

## Statistiche

### Presenze e reti nei club
Statistiche aggiornate all'11 ottobre 2022.
| Stagione               | Squadra                | Campionato             | Campionato | Campionato | Coppe nazionali | Coppe nazionali | Coppe nazionali | Coppe continentali | Coppe continentali | Coppe continentali | Altre coppe | Altre coppe | Altre coppe | Totale | Totale | Totale |
| Stagione               | Squadra                | Comp                   | Pres       | Reti       | Comp            | Pres            | Reti            | Comp               | Pres               | Reti               | Comp        | Pres        | Reti        | Pres   | Reti   |        |
| ---------------------- | ---------------------- | ---------------------- | ---------- | ---------- | --------------- | --------------- | --------------- | ------------------ | ------------------ | ------------------ | ----------- | ----------- | ----------- | ------ | ------ | ------ |
| 2007-2008              | Šibenik                | 1. HNL                 | 1          | 0          | CC              | 0               | 0               | -                  | -                  | -                  | -           | -           | -           | 1      | 0      |        |
| 2008-2009              | Šibenik                | 1. HNL                 | 28         | 0          | CC              | 0               | 0               | -                  | -                  | -                  | -           | -           | -           | 28     | 0      |        |
| 2009-2010              | Šibenik                | 1. HNL                 | 27         | 2          | CC              | 6               | 0               | -                  | -                  | -                  | -           | -           | -           | 33     | 2      |        |
| Totale Šibenik         | Totale Šibenik         | Totale Šibenik         | 56         | 2          |                 | 6               | 0               |                    | -                  | -                  |             | -           | -           | 62     | 2      |        |
| 2010-2011              | Dinamo Zagabria        | 1. HNL                 | 21         | 0          | CC              | 6               | 0               | UCL+UEL            | 1+7                | 0                  | SC          | 0           | 0           | 35     | 0      |        |
| 2011-gen. 2012         | Dinamo Zagabria        | 1. HNL                 | 5          | 0          | CC              | 1               | 1               | UCL                | 2                  | 0                  | -           | -           | -           | 8      | 1      |        |
| gen.-giu. 2012         | Lokomotiva Zagabria    | 1. HNL                 | 3          | 0          | CC              | 0               | 0               | -                  | -                  | -                  | -           | -           | -           | 3      | 0      |        |
| 2012-2013              | Dinamo Zagabria        | 1. HNL                 | 24         | 3          | CC              | 2               | 0               | UCL                | 8                  | 0                  | -           | -           | -           | 34     | 3      |        |
| 2013-2014              | Dinamo Zagabria        | 1. HNL                 | 24         | 1          | CC              | 7               | 2               | UCL+UEL            | 6+5                | 1+0                | SC          | 1           | 0           | 43     | 4      |        |
| 2014-2015              | Dinamo Zagabria        | 1. HNL                 | 26         | 3          | CC              | 4               | 0               | UCL+UEL            | 4+7                | 0+1                | SC          | 1           | 0           | 42     | 4      |        |
| nov. 2015              | Dinamo Zagabria        | 1. HNL                 | 8          | 0          | CC              | 0               | 0               | UCL                | 5                  | 1                  | -           | -           | -           | 13     | 1      |        |
| 2017-2018              | Dinamo Zagabria        | 1. HNL                 | 22         | 2          | CC              | 3               | 1               | UEL                | -                  | -                  | -           | -           | -           | 25     | 3      |        |
| 2018-2019              | Dinamo Zagabria        | 1. HNL                 | 15         | 2          | CC              | 4               | 0               | UCL+UEL            | 6+6                | 2+0                | -           | -           | -           | 31     | 4      |        |
| 2019-2020              | Dinamo Zagabria        | 1. HNL                 | 19         | 3          | CC              | 1               | 0               | UCL                | 12                 | 2                  | SC          | 1           | 0           | 33     | 5      |        |
| 2020-2021              | Dinamo Zagabria        | 1. HNL                 | 27         | 1          | CC              | 3               | 3               | UCL+UEL            | 2+13               | 0+2                | -           | -           | -           | 45     | 6      |        |
| 2021-2022              | Dinamo Zagabria        | 1. HNL                 | 20         | 3          | CC              | 2               | 0               | UCL+UEL            | 3+5                | 2+0                | -           | -           | -           | 30     | 5      |        |
| 2022-2023              | Dinamo Zagabria        | 1.HNL                  | 8          | 2          | CC              | 0               | 0               | UCL                | 10                 | 2                  | SC          | 1           | 0           | 19     | 4      |        |
| Totale Dinamo Zagabria | Totale Dinamo Zagabria | Totale Dinamo Zagabria | 219        | 20         |                 | 33              | 7               |                    | 102                | 13                 |             | 4           | 0           | 358    | 40     |        |
| Totale carriera        | Totale carriera        | Totale carriera        | 278        | 22         |                 | 39              | 7               |                    | 102                | 13                 |             | 4           | 0           | 423    | 42     |        |

### Cronologia presenze e reti in nazionale
| Cronologia completa delle presenze e delle reti in nazionale ― Croazia | Cronologia completa delle presenze e delle reti in nazionale ― Croazia | Cronologia completa delle presenze e delle reti in nazionale ― Croazia | Cronologia completa delle presenze e delle reti in nazionale ― Croazia | Cronologia completa delle presenze e delle reti in nazionale ― Croazia | Cronologia completa delle presenze e delle reti in nazionale ― Croazia | Cronologia completa delle presenze e delle reti in nazionale ― Croazia | Cronologia completa delle presenze e delle reti in nazionale ― Croazia |
| Data                                                                   | Città                                                                  | In casa                                                                | Risultato                                                              | Ospiti                                                                 | Competizione                                                           | Reti                                                                   | Note                                                                   |
| ---------------------------------------------------------------------- | ---------------------------------------------------------------------- | ---------------------------------------------------------------------- | ---------------------------------------------------------------------- | ---------------------------------------------------------------------- | ---------------------------------------------------------------------- | ---------------------------------------------------------------------- | ---------------------------------------------------------------------- |
| 6-2-2013                                                               | Londra                                                                 | Corea del Sud                                                          | 0 – 4                                                                  | Croazia                                                                | Amichevole                                                             | -                                                                      | 71’                                                                    |
| 10-6-2013                                                              | Lancy                                                                  | Croazia                                                                | 0 – 1                                                                  | Portogallo                                                             | Amichevole                                                             | -                                                                      | 59’                                                                    |
| 10-9-2013                                                              | Jeonju                                                                 | Corea del Sud                                                          | 1 – 2                                                                  | Croazia                                                                | Amichevole                                                             | -                                                                      |                                                                        |
| Totale                                                                 |                                                                        | Presenze                                                               | 3                                                                      |                                                                        | Reti                                                                   | 0                                                                      |                                                                        |

| Cronologia completa delle presenze e delle reti in nazionale ― Macedonia del Nord | Cronologia completa delle presenze e delle reti in nazionale ― Macedonia del Nord | Cronologia completa delle presenze e delle reti in nazionale ― Macedonia del Nord | Cronologia completa delle presenze e delle reti in nazionale ― Macedonia del Nord | Cronologia completa delle presenze e delle reti in nazionale ― Macedonia del Nord | Cronologia completa delle presenze e delle reti in nazionale ― Macedonia del Nord | Cronologia completa delle presenze e delle reti in nazionale ― Macedonia del Nord | Cronologia completa delle presenze e delle reti in nazionale ― Macedonia del Nord |
| Data                                                                              | Città                                                                             | In casa                                                                           | Risultato                                                                         | Ospiti                                                                            | Competizione                                                                      | Reti                                                                              | Note                                                                              |
| --------------------------------------------------------------------------------- | --------------------------------------------------------------------------------- | --------------------------------------------------------------------------------- | --------------------------------------------------------------------------------- | --------------------------------------------------------------------------------- | --------------------------------------------------------------------------------- | --------------------------------------------------------------------------------- | --------------------------------------------------------------------------------- |
| 9-10-2014                                                                         | Skopje                                                                            | Macedonia                                                                         | 3 – 2                                                                             | Lussemburgo                                                                       | Qual. Euro 2016                                                                   | -                                                                                 |                                                                                   |
| 12-10-2014                                                                        | Leopoli                                                                           | Ucraina                                                                           | 1 – 0                                                                             | Macedonia                                                                         | Qual. Euro 2016                                                                   | -                                                                                 |                                                                                   |
| 15-11-2014                                                                        | Skopje                                                                            | Macedonia                                                                         | 0 – 2                                                                             | Slovacchia                                                                        | Qual. Euro 2016                                                                   | -                                                                                 |                                                                                   |
| 14-6-2015                                                                         | Žilina                                                                            | Slovacchia                                                                        | 2 – 1                                                                             | Macedonia                                                                         | Qual. Euro 2016                                                                   | 1                                                                                 |                                                                                   |
| 9-10-2017                                                                         | Strumica                                                                          | Macedonia                                                                         | 4 – 0                                                                             | Liechtenstein                                                                     | Qual. Mondiali 2018                                                               | 1                                                                                 | 63’                                                                               |
| 23-3-2018                                                                         | Adalia                                                                            | Finlandia                                                                         | 0 – 0                                                                             | Macedonia                                                                         | Amichevole                                                                        | -                                                                                 |                                                                                   |
| 27-3-2018                                                                         | Adalia                                                                            | Azerbaigian                                                                       | 1 – 1                                                                             | Macedonia                                                                         | Amichevole                                                                        | -                                                                                 | 69’                                                                               |
| 16-10-2018                                                                        | Erevan                                                                            | Armenia                                                                           | 4 – 0                                                                             | Macedonia                                                                         | UEFA Nations League 2018-2019 - 1º turno                                          | -                                                                                 |                                                                                   |
| 19-11-2018                                                                        | Skopje                                                                            | Macedonia                                                                         | 4 – 0                                                                             | Gibilterra                                                                        | UEFA Nations League 2018-2019 - 1º turno                                          | -                                                                                 | 73’                                                                               |
| 7-6-2019                                                                          | Skopje                                                                            | Macedonia del Nord                                                                | 0 – 1                                                                             | Polonia                                                                           | Qual. Euro 2020                                                                   | -                                                                                 | 76’                                                                               |
| 10-6-2019                                                                         | Skopje                                                                            | Macedonia del Nord                                                                | 1 – 4                                                                             | Austria                                                                           | Qual. Euro 2020                                                                   | -                                                                                 |                                                                                   |
| 5-9-2019                                                                          | Be'er Sheva                                                                       | Israele                                                                           | 1 – 1                                                                             | Macedonia del Nord                                                                | Qual. Euro 2020                                                                   | 1                                                                                 |                                                                                   |
| 9-9-2019                                                                          | Rīga                                                                              | Lettonia                                                                          | 0 – 2                                                                             | Macedonia del Nord                                                                | Qual. Euro 2020                                                                   | -                                                                                 | 85’                                                                               |
| 10-10-2019                                                                        | Skopje                                                                            | Macedonia del Nord                                                                | 2 – 1                                                                             | Slovenia                                                                          | Qual. Euro 2020                                                                   | -                                                                                 | 77’                                                                               |
| 5-9-2020                                                                          | Skopje                                                                            | Macedonia del Nord                                                                | 2 – 1                                                                             | Armenia                                                                           | UEFA Nations League 2020-2021 - 1º turno                                          | -                                                                                 |                                                                                   |
| 8-9-2020                                                                          | Tbilisi                                                                           | Georgia                                                                           | 1 – 1                                                                             | Macedonia del Nord                                                                | UEFA Nations League 2020-2021 - 1º turno                                          | -                                                                                 | 59’                                                                               |
| 8-10-2020                                                                         | Skopje                                                                            | Macedonia del Nord                                                                | 2 – 1                                                                             | Kosovo                                                                            | Qual. Euro 2020                                                                   | -                                                                                 | 38’                                                                               |
| 12-11-2020                                                                        | Tbilisi                                                                           | Georgia                                                                           | 0 – 1                                                                             | Macedonia del Nord                                                                | Qual. Euro 2020                                                                   | -                                                                                 | 67’                                                                               |
| 25-3-2021                                                                         | Bucarest                                                                          | Romania                                                                           | 3 – 2                                                                             | Macedonia del Nord                                                                | Qual. Mondiali 2022                                                               | 1                                                                                 | 54’                                                                               |
| 31-3-2021                                                                         | Duisburg                                                                          | Germania                                                                          | 1 – 2                                                                             | Macedonia del Nord                                                                | Qual. Mondiali 2022                                                               | -                                                                                 |                                                                                   |
| 1-6-2021                                                                          | Skopje                                                                            | Macedonia del Nord                                                                | 1 – 1                                                                             | Slovenia                                                                          | Amichevole                                                                        | -                                                                                 | 82’                                                                               |
| 13-6-2021                                                                         | Bucarest                                                                          | Austria                                                                           | 3 – 1                                                                             | Macedonia del Nord                                                                | Euro 2020 - 1º turno                                                              | -                                                                                 |                                                                                   |
| 17-6-2021                                                                         | Bucarest                                                                          | Ucraina                                                                           | 2 – 1                                                                             | Macedonia del Nord                                                                | Euro 2020 - 1º turno                                                              | -                                                                                 | 85’                                                                               |
| 21-6-2021                                                                         | Amsterdam                                                                         | Macedonia del Nord                                                                | 0 – 3                                                                             | Paesi Bassi                                                                       | Euro 2020 - 1º turno                                                              | -                                                                                 | 78’                                                                               |
| 8-10-2021                                                                         | Vaduz                                                                             | Liechtenstein                                                                     | 0 – 4                                                                             | Macedonia del Nord                                                                | Qual. Mondiali 2022                                                               | -                                                                                 | 70’                                                                               |
| 11-10-2021                                                                        | Skopje                                                                            | Macedonia del Nord                                                                | 0 – 4                                                                             | Germania                                                                          | Qual. Mondiali 2022                                                               | -                                                                                 | 29’                                                                               |
| 24-3-2022                                                                         | Palermo                                                                           | Italia                                                                            | 0 – 1                                                                             | Macedonia del Nord                                                                | Qual. Mondiali 2022                                                               | -                                                                                 | 58’                                                                               |
| 29-3-2022                                                                         | Porto                                                                             | Portogallo                                                                        | 2 – 0                                                                             | Macedonia del Nord                                                                | Qual. Mondiali 2022                                                               | -                                                                                 |                                                                                   |
| 16-6-2023                                                                         | Skopje                                                                            | Macedonia del Nord                                                                | 2 – 3                                                                             | Ucraina                                                                           | Qual. Euro 2024                                                                   | -                                                                                 | 65’                                                                               |
| 19-6-2023                                                                         | Manchester                                                                        | Inghilterra                                                                       | 7 – 0                                                                             | Macedonia del Nord                                                                | Qual. Euro 2024                                                                   | -                                                                                 | 57’                                                                               |
| 14-10-2023                                                                        | Praga                                                                             | Ucraina                                                                           | 2 – 0                                                                             | Macedonia del Nord                                                                | Qual. Euro 2024                                                                   | -                                                                                 | 62’ 90+4’                                                                         |
| 17-11-2023                                                                        | Roma                                                                              | Italia                                                                            | 5 – 2                                                                             | Macedonia del Nord                                                                | Qual. Euro 2024                                                                   | -                                                                                 | 46’                                                                               |
| Totale                                                                            |                                                                                   | Presenze                                                                          | 32                                                                                |                                                                                   | Reti                                                                              | 4                                                                                 |                                                                                   |

## Palmarès

### Club

#### Competizioni nazionali
- Campionato croato: 10

Dinamo Zagabria: 2010-2011, 2012-2013, 2013-2014, 2014-2015, 2018-2019, 2019-2020, 2020-2021, 2021-2022, 2022-2023, 2023-2024
- Supercoppa di Croazia: 4

Dinamo Zagabria: 2010, 2013, 2019, 2022
- Coppa di Croazia: 6

Dinamo Zagabria: 2010-2011, 2014-2015, 2015-2016, 2017-2018, 2020-2021, 2023-2024